# Diporiphora valens
Diporiphora valens là một loài thằn lằn trong họ Agamidae. Loài này được Storr mô tả khoa học đầu tiên năm 1980.